# ويليام لويس (منافس ألعاب قوى)
ويليام لويس (بالإنجليزية: William Lewis)‏ هو منافس ألعاب قوى أمريكي، ولد في 2 مارس 1876 في كاناندياجو في الولايات المتحدة، وتوفي في 1 مارس 1962 في سانت بيترسبرغ في الولايات المتحدة.

## وصلات خارجية
- ويليام لويس على موقع أوليمبيديا (الإنجليزية)